# Curio maximus
Il curio maximus era un oscuro sacerdote dell'antica Roma che aveva la supervisione delle curie. Festo ci racconta infatti che il maximus curio, aveva l'autorità su tutte le curiae e tutti i curiones. Le curie altro non erano che gruppi di cittadini vagamente collegati a quello che in età primitiva era definita una tribù. Ogni curia era amministrata da un curione, che poteva essere eletto solo dopo i 50 anni d'età e rimaneva in carica fino alla fine della sua vita. I curiones dovevano essere pertanto in buona salute ed essere privi di difetti fisici, e non potevano assumere nessun'altra carica civile o militare. Il numero di candidati era solitamente per questi motivi molto scarso.
All'inizio della Repubblica romana il curio maximus era sempre un patrizio, ed officiava come l'anziano interrex. Gli interreges tenevano le elezioni quando i consoli non potevano farlo. Il primo interrex o il più anziano in grado, in realtà non presiedeva le elezioni, anche se era teoricamente possibile per lui a farlo, e dato che l'interré era solitamente un patrizio, questo cavillo, questo costituì un punto di stallo per l'elezione di un plebeo a curio maximus.
Il primo curio maximus è da identificarsi con Servio Sulpicio, console romano nel 500 a.C., che ottenne la carica nel 463 a.C. Il primo plebeo a tenere questa carica venne eletto nel 209 a.C.
L'elezione plebea per avere successo nei confronti del defunto e compianto Marco Emilio Papo fu prevedibilmente controversa, anche se la carica di curio maximus era ormai diventata anacronistica e bizzarra, e l'elezione sia di un pontifex maximus plebeo già nel 254 a.C. e del rex sacrorum appena l'anno precedente sembra abbiano spianato la strada. Quando i patrizi obiettarono sulla carica alla candidatura del plebeo Gaio Mamilio Atello, i tribuni della plebe, che normalmente si sottraevano agli affari religiosi, vennero chiamati in causa. Essi seguirono la procedura di riferire la cosa in Senato, che prontamente la rimandò al mittente. Non sappiamo quali giochi politici erano in corso in quel periodo. Mamilio fu regolarmente eletto e tenne la carica fino alla morte avvenuta nel 175 a.C. Il suo successore fu un altro plebeo: Gaio Scribonio Curione, il cui nuovo cognomen fu tramandato ai suoi discendenti, molto probabilmente al padre ed ai figli attivi all'epoca di Gaio Giulio Cesare.